# Nenad Krstičić
Nenad Krstičić (Belgrado, 3 de julio de 1990) es un futbolista serbio que jugó en la demarcación de centrocampista para el Estrella Roja de Belgrado de la Superliga de Serbia y actualmente se encuentra sin equipo.

## Biografía
Comenzó su carrera en el OFK Belgrado y se unió a la Sampdoria el 1 de septiembre de 2008 por la insistencia de Giuseppe Marotta, que creía que el jugador de 17 años era uno de los jugadores más talentosos que había traído al club. Mientras jugaba para el equipo filial, jugó en 2011 el Torneo di Viareggio como miembro de la primera plantilla. Antes del final del año, sufrió una lesión en la rodilla y se sometió a una cirugía cuando los médicos le diagnosticaron inesperadamente una forma rara y letal de tumor de una neoplasia maligna y supuestamente le dijeron que tenía 48 horas de vida. Afortunadamente, la metástasis se detuvo aleatoriamente y vivió para jugar al fútbol, aunque la condición era un gran revés de sus perspectivas iniciales de su talento floreciendo completamente más adelante en su carrera.
Hizo su debut en la Liga Europa de la UEFA con la Sampdoria, contra el Debrecen, el 16 de diciembre de 2010. El 2 de diciembre de 2012, anotó su primer gol para Sampdoria contra la Fiorentina.
El 2 de febrero de 2015 fue cedido al Bologna F. C. temporalmente. El club también contrató a Angelo da Costa Júnior y Daniele Gastaldello del club genovés. Sin embargo, resultó lesionado en marzo y apenas tuvo continuidad. Su contrato con la Sampdoria expiró el 18 de julio de 2016.
El 25 de julio de 2016 fichó por el Deportivo Alavés de la Primera División de España como agente libre.

## Selección nacional
Tras jugar con la selección sub-21 debutó con la selección de fútbol de Serbia el 6 de febrero de 2013 en un partido amistoso contra Chipre que finalizó con un resultado de 1-3 a favor del combinado serbio tras los goles de Konstantinos Makridis por parte de Chipre, y de Dušan Basta y un doblete de Dušan Tadić por parte de Serbia. Su segundo partido con la selección también se celebró en calidad de amistoso, esta vez contra Colombia. Además llegó a disputar un partido de la clasificación para la Copa Mundial de Fútbol de 2014.

## Clubes
| Club                        | País   | Año       | Partidos | Goles |
| --------------------------- | ------ | --------- | -------- | ----- |
| OFK Belgrado                | Serbia | 2007-2009 | 30       | 2     |
| U. C. Sampdoria             | Italia | 2010-2015 | 89       | 3     |
| Bologna F. C. 1909 (cedido) | Italia | 2015      | 16       | 0     |
| U. C. Sampdoria             | Italia | 2015-2016 | 12       | 0     |
| Deportivo Alavés            | España | 2016-2017 | 20       | 3     |
| Estrella Roja de Belgrado   | Serbia | 2017-2018 | 63       | 6     |
| AEK Atenas F. C.            | Grecia | 2019-2021 | 84       | 5     |
| Estrella Roja de Belgrado   | Serbia | 2021-2023 | 49       | 2     |

## Palmarés

### Títulos nacionales
| Título              | Club                      | País   | Año  |
| ------------------- | ------------------------- | ------ | ---- |
| Superliga de Serbia | Estrella Roja de Belgrado | Serbia | 2018 |
| Superliga de Serbia | Estrella Roja de Belgrado | Serbia | 2022 |
| Copa de Serbia      | Estrella Roja de Belgrado | Serbia | 2022 |
| Superliga de Serbia | Estrella Roja de Belgrado | Serbia | 2023 |
| Copa de Serbia      | Estrella Roja de Belgrado | Serbia | 2023 |